# Žerotice
Žerotice (německy Zerotitz) jsou obec v okrese Znojmo v Jihomoravském kraji. Žije zde 353 obyvatel.

## Historie
První písemná zmínka o obci pochází z roku 1253.

## Obyvatelstvo
| Rok            | 1869 | 1880 | 1890 | 1900 | 1910 | 1921 | 1930 | 1950 | 1961 | 1970 | 1980 | 1991 | 2001 | 2011 | 2021 |
| -------------- | ---- | ---- | ---- | ---- | ---- | ---- | ---- | ---- | ---- | ---- | ---- | ---- | ---- | ---- | ---- |
| Počet obyvatel | 458  | 495  | 544  | 560  | 552  | 499  | 478  | 475  | 420  | 366  | 321  | 268  | 290  | 312  | 355  |
| Počet domů     | 84   | 95   | 112  | 114  | 115  | 116  | 128  | 137  | 117  | 113  | 106  | 131  | 136  | 139  | 148  |

## Obecní správa

### Obecní symboly
Znak a vlajka byly obci uděleny rozhodnutím předsedy Poslanecké sněmovny Parlamentu České republiky dne 21. dubna 2020.

## Pamětihodnosti
- Hrad Žerotice, zřícenina
- Kostel svatého Martina
- Fara stojí na návrší u kostela 39
- Výklenková kaplička – poklona se nachází na návsi
- Výklenková kaplička – poklona při silnici do Tvořihráze

## Galerie

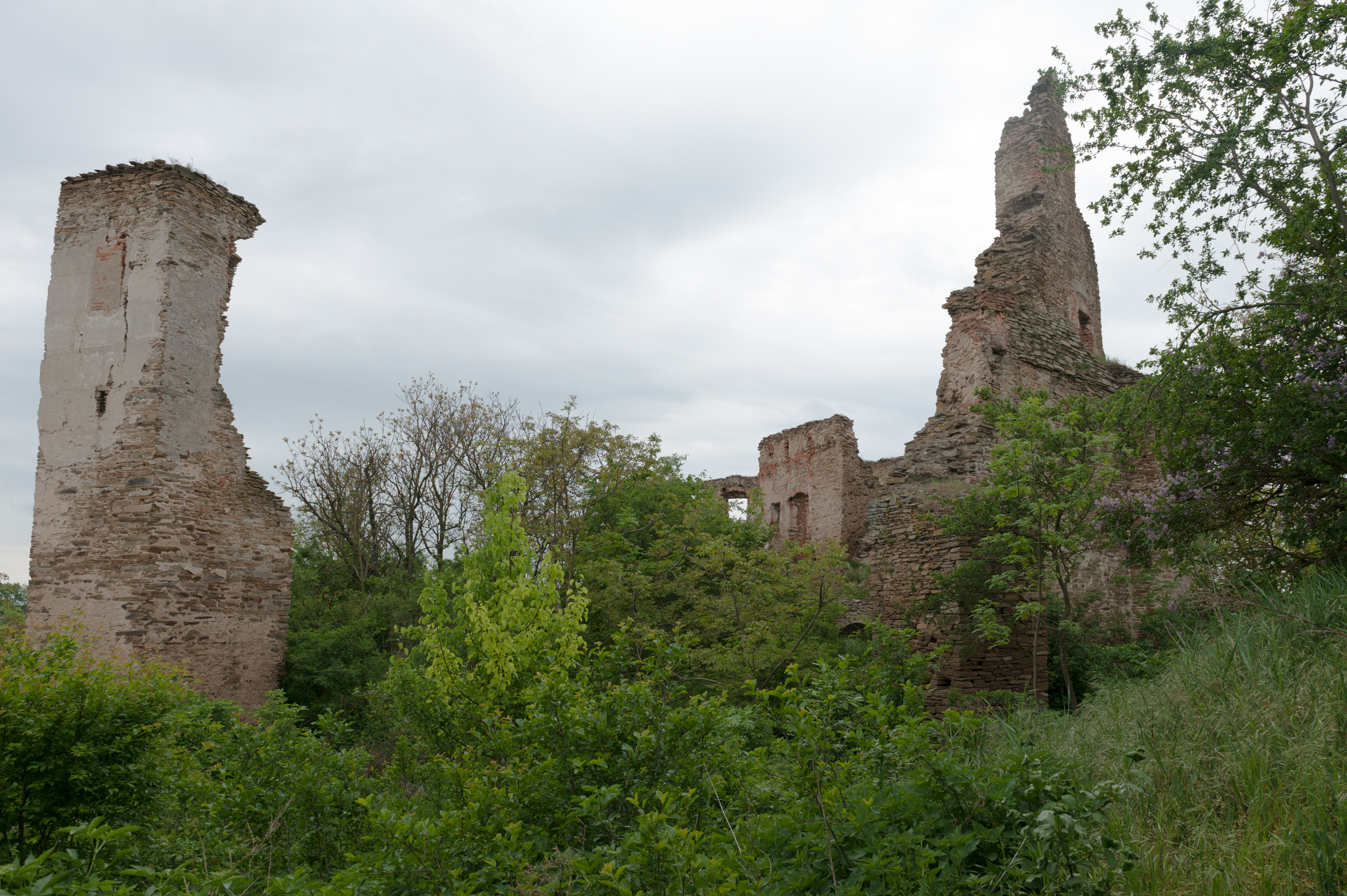
Zřícenina hradu
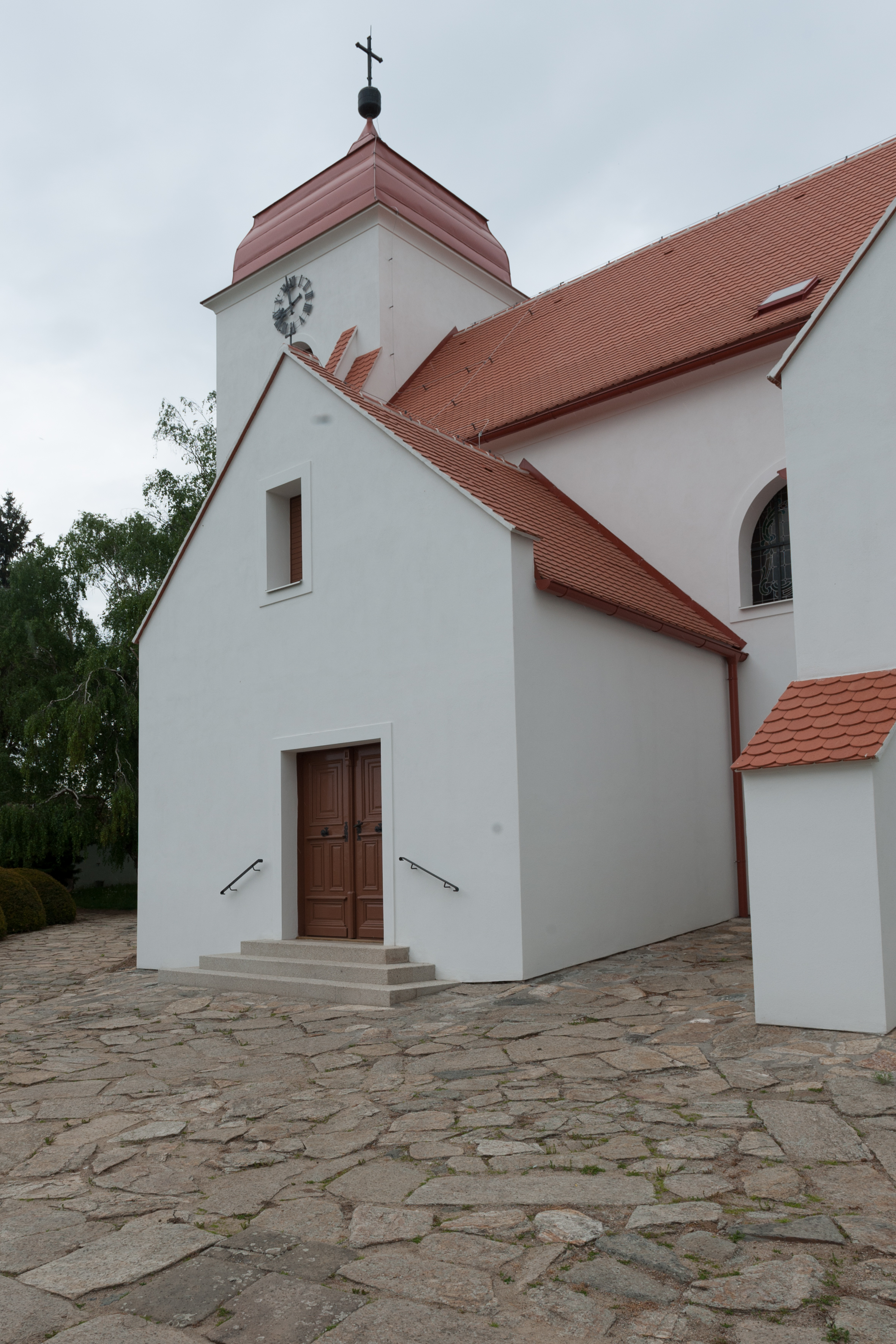
Kostel sv. Martina
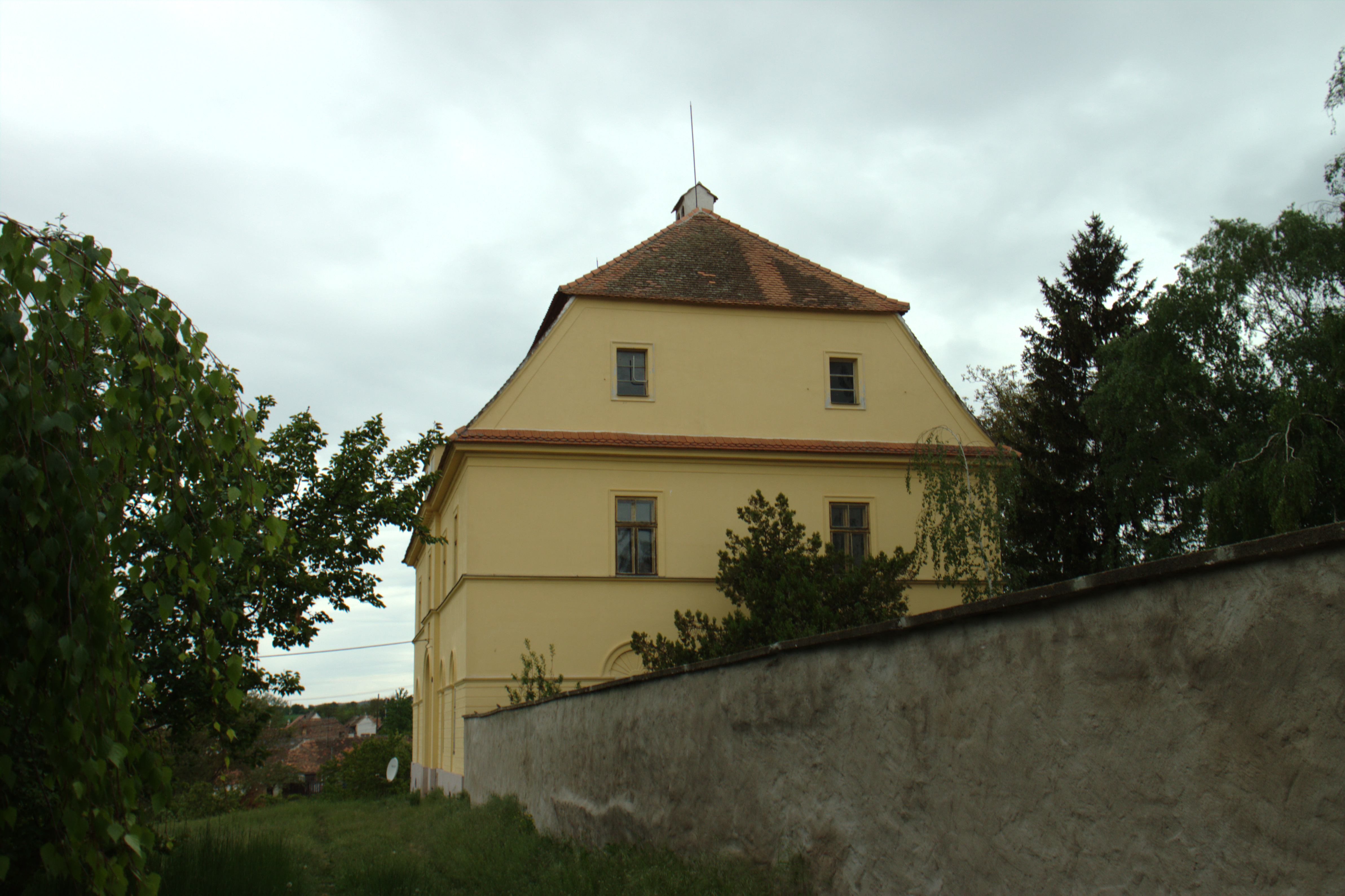
Fara
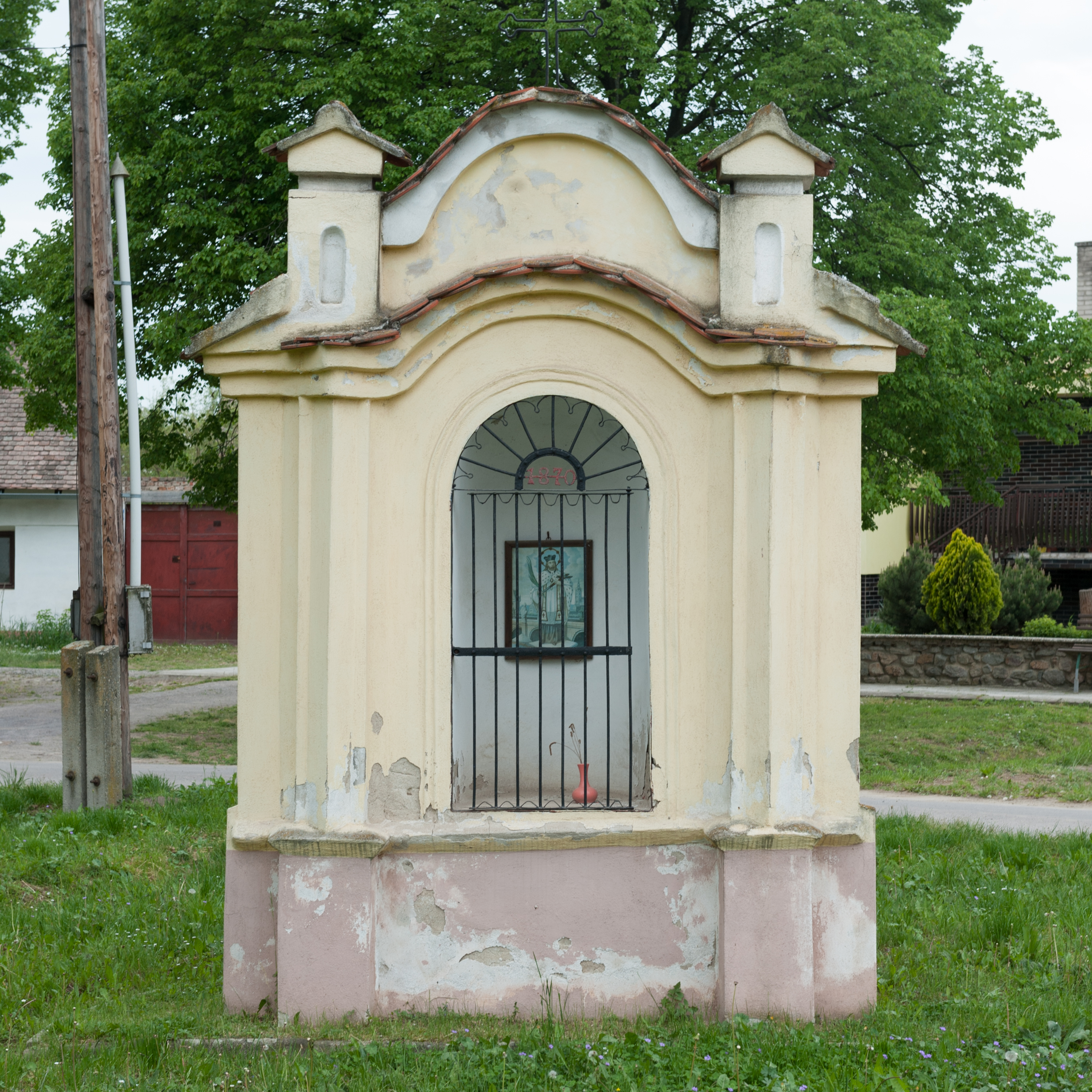
Výklenková kaplička – poklona
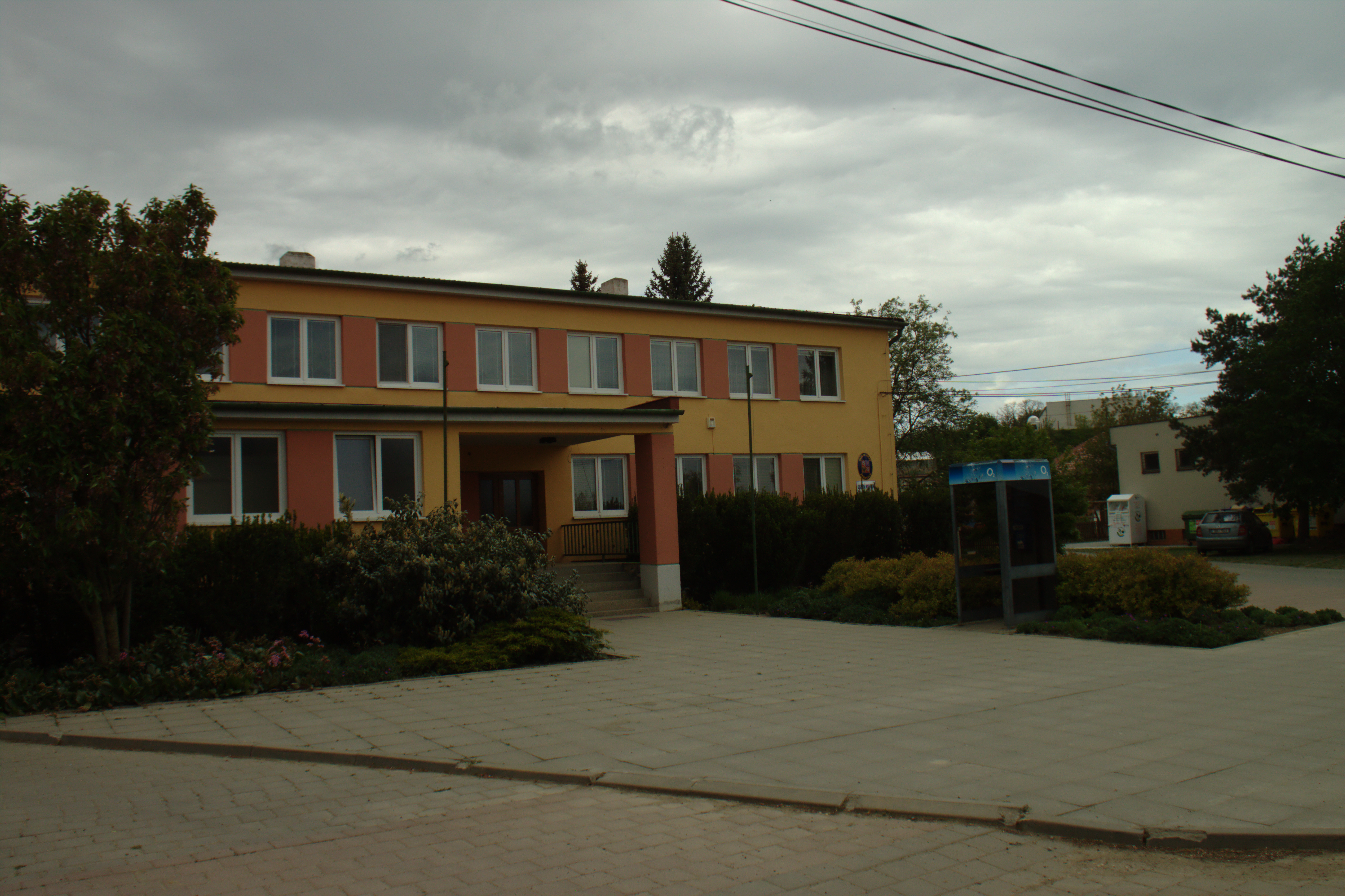
Obecní úřad